# 阿尔马索拉
阿尔马索拉，是西班牙瓦伦西亚自治区卡斯特利翁省的一个市镇。总面积33平方公里，总人口17331人（2001年），人口密度525人/平方公里。